# Унтемка (притока Утемки)
Унте́мка (рос. Унтемка) — річка в Росії, права притока Утемки. Протікає територією Якшур-Бодьїнського та Ігринського районів Удмуртії.
Річка починається на території Якшур-Бодьїнського району, за 2 км на північний схід від колишнього присілка Андрієвці. Через 0,5 км входить на територію Ігринського району, де протікає на північний схід, пригирлова ділянка спрямована на північ з невеликим відхиленням на північний захід. Впадає до Утемки навпроти присілка Бачкеєво. Береги річки заліснені, в пригирловій частині створено ставок. Приймає декілька дрібних приток.
Над річкою розташовані два населених пункти з однаковою назвою — село Калиновка на лівому березі та присілок Калиновка на правому.